# 吉田法晴
吉田 法晴（よしだ ほうせい、本名:法晴（みちはる）、1908年（明治41年）3月13日 - 1981年（昭和56年）1月19日）は、日本の政治家、衆議院議員（1期）、参議院議員（3期）。初代北九州市長（1期）。

## 経歴
福岡県宗像郡河東村（現宗像市）出身。旧制福岡高校を経て1936年同志社大学法学部卒業後、日本炭鉱に入社。
1947年日本社会党から福岡県議会議員に初当選。
1950年の第1回参議院議員通常選挙福岡県地方区補選で日本社会党公認で立候補して当選。以来、参議院議員を3期務め、その間に参議院労働委員長となる。
参議院議員任期途中の1963年、北九州市の発足に伴い選出される市長選挙に立候補（告示日の同年2月28日付で公職選挙法の規定により参議院議員を退職（自動失職））。市長選で当選して初代市長として1期務めた。
その後1972年の第33回衆議院議員総選挙で旧福岡4区から日本社会党公認で当選して国政に復帰し、1期務めた。
左派社会党として日中友好に携わった。1981年1月19日死去、72歳没。死没日をもって正四位に叙され、勲二等旭日重光章追贈された。